# Hipokrena
Hipokrena (dobesedno Konjski izvir) je v grški mitologiji izvir na gori Helikon v Beociji, ki je bil posvečen muzam. Nastal je pod udarci Pegazovega kopita.
Oseba, ki bi pila iz izvira, bi takoj dobila pesniški navdih.